# Voldemaras Novickis
Voldemaras Novickis (22. února 1956 Kalesninkai – 31. ledna 2022 Kaunas) byl litevský házenkář reprezentující Sovětský svaz. S jeho reprezentací se stal olympijským vítězem na hrách v Soulu roku 1988 a má též olympijské stříbro z her v Moskvě roku 1980. Je mistrem světa z roku 1982 a ze světového šampionátu má i jedno stříbro (1978). V letech 1985-1988 byl kapitánem sovětské reprezentace. S klubem Granitas Kaunas vyhrál v roce 1987 druhou nejprestižnější evropskou klubovou soutěž Evropskou ligu (tehdy zvanou Pohár IHF), rok poté v ní bral stříbro. V Granitasu působil v letech 1974–1988 a 1990–1993. Hrál též ve španělském klubu BM Puleva Malaga (1988–1989) a v německém VfL Bad Schwartau (1989–1990). Po skončení hráčské kariéry v roce 1993 se stal trenérem, v letech 1993–2000 vedl obnovenou litevskou reprezentaci. Souběžně a i dlouho poté trénoval svůj mateřský klub Granitas Kaunas (1993–2019), s nímž získal mnoho mistrovských titulů (1993, 1994, 1995, 1996, 1997, 1998, 1999, 2000, 2001 2002, 2003, 2004, 2005, 2008, 2009). V roce 1986 absolvoval Litevskou veterinární akademii. Po jeho smrti se média jednoznačně shodla, že byl největším litevským házenkářem všech dob.